# Упалти
Упалти (пол. Upałty, нім. Upalten) — село в Польщі, у гміні Ґіжицько Гіжицького повіту Вармінсько-Мазурського воєводства.
Населення — 243 особи (2011).

## Демографія
Демографічна структура станом на 31 березня 2011 року:
|          | Загалом | Допрацездатний вік | Працездатний вік | Постпрацездатний вік |
| -------- | ------- | ------------------ | ---------------- | -------------------- |
| Чоловіки | 125     | 31                 | 83               | 11                   |
| Жінки    | 118     | 27                 | 68               | 23                   |
| Разом    | 243     | 58                 | 151              | 34                   |